# Апостолики
Апосто́лики  (апостольские братья) — общее наименование различных христианских сект, протестовавших против обмирщения церкви и проповедовавших возвращение к апостольской простоте. В III и IV веках апостолики, называемые также апотактиками, появились во многих местах Малой Азии, но скоро были уничтожены. Они проповедовали, что спасения не достигнут те, кто обладает собственностью и живёт в браке.
В XII веке так называлась часть катаров на Нижнем Рейне. В XIII веке многочисленная секта апостоликов появилась в Италии. Герардо Сегарелли Пармский, бывший францисканец, отказался от своих имений и в 1260 году, как нищенствующий апостол, в сопровождении своих единомышленников, братьев и сестёр, отправился странствовать и проповедовать раскаяние в грехах. В 1280 году Сегарелли был схвачен, в 1286 году освобождён, но изгнан из Пармской епархии, в 1286 году папа Гонорий IV приказал уничтожить все общины, существующие без папского разрешения. Давление со стороны пап вызвало протест апостоликов, и они открыто стали критиковать недостатки омирщённой Католической церкви. Руководясь апокалиптическими образами, они предсказывали гибель папства. Сегарелли был снова схвачен в 1294 году и, несмотря на своё отречение, сожжён в 1300 году. Во главе партии стал Дольчино, незаконный сын священника из Новары и подруга Дольчино Маргарита. В своих пророческих посланиях он предсказывал начало нового периода мира с 1303 года. Первый период охватывает Ветхий Завет, второй начинается с Иисуса Христа, третий — с папы Сильвестра и императора Константина, с четвёртым мир должен окончиться. Поэтому он предлагал отказаться от всех земных благ и вернуться к апостольской простой жизни, заменить брак духовным союзом мужа и жены, на место внешних предписаний и обычаев поставить свободный дух любви. Против инквизиции Дольчино допускал использование лжи и оружия. В 1304 году он с отрядом в тысячу человек предпринял смелый набег на Верхнюю Италию. На горе Рубелло он был окружён войском епископа Верчельского, голодал и в 1307 году был сожжён на костре. Апостолики просуществовали в Ломбардии и Южной Франции вплоть до 1368 года.